# Döbö
Döbö (kirgisisch Дөбө) ist ein Dorf im kirgisischen Rajon Batken des Oblus Batken mit 834 Einwohnern (Offizielle Schätzung 2021).
Die Siedlung bekam 2016 den Status eines Dorfes verliehen.

## Geographie
Das Dorf liegt im Südwesten Kirgisistans in der Landgemeinde Kara-Bak. Es befindet sich zwischen Tschong-Talaa und Kara-Bak, dem Verwaltungszentrum der Landgemeinde. Das nächste Dorf ist Tschong-Talaa. Döbö befindet sich direkt an der Grenze zu Tadschikistan, an deren anderer Seite das Dorf Lakkon liegt.
In Döbö befindet sich die Sekundarschule Döbö (kirgisisch "Дөбө" орото мектеби).